# Shirazi (Kenija)
Shirazi (Kifunzi, Kifundi, Chifundi), priobalno selo u Obalnoj provinciji (eng. Coast Province, sva. Mkoa wa Pwani), okrug Kwale u Keniji. Stanovnici su Širazi.